# Kallichore (satélite)
Kallichore (Καλλιχόρη griego), o Júpiter XLIV, es un satélite retrógrado irregular de Júpiter. Fue descubierto por un equipo de astrónomos de la Universidad de Hawái dirigidos por Scott S. Sheppard, en el año 2003, y recibió la designación provisional de S/2003 J 11.
Kallichore tiene unos 2 kilómetros de diámetro, y orbita a Júpiter a una distancia media de 23,112 Millones de km en 717.806 días, a una inclinación de 165° a la eclíptica (164° al ecuador de Júpiter), en una dirección retrógrada y con una excentricidad de 0,2042. 
Fue nombrada en octubre de 2005 como Kallichore, una musa de la mitología griega.

Pertenece al grupo de Pasífae, compuesto por los satélites irregulares retrógrados de Júpiter en órbitas entre los 23 y 24 millones de km y en una inclinación de alrededor de 155°.